# 캐럴라인 케이브
캐럴라인 케이브(영어: Caroline Cave)는 캐나다의 배우이다. 영화 《쏘우: 여섯 번의 기회》, 《파워레인져스: 더 비기닝》 등에 출연하였다.

## 출연 작품
- 파워레인져스: 더 비기닝